# Circondario di Starnberg
Il circondario di Starnberg è uno dei circondari dello stato tedesco della Baviera.
Fa parte del distretto governativo dell'Alta Baviera.

## Città e comuni
(Abitanti al 31 dicembre 2023)
| Comuni del circondario | Città 1. Starnberg (23 940) | Comuni 1. Andechs (3 865) 2. Berg (8 321) 3. Feldafing (4 386) 4. Gauting (21 435) 5. Gilching (19 296) 6. Herrsching am Ammersee (11 045) 7. Inning am Ammersee (4 834) 8. Krailling (7 895) 9. Pöcking (5 617) 10. Seefeld (7 768) 11. Tutzing (9 960) 12. Weßling (5 562) 13. Wörthsee (5 143) |  |